# Первая комиссия фон дер Ляйен
Первая комиссия фон дер Ляйен — Европейская комиссия со сроком полномочий с 2019 по 2024 годы, возглавляемая Урсулой фон дер Ляйен. В роли председателя комиссии Урсула возглавляет 26 комиссаров — по одному от каждой страны Европейского союза, за исключением Германии, представленной самой фон дер Ляйен, и Великобритании, отказавшейся предоставлять кандидата в связи с возможным выходом страны из союза. Комиссия приступила к работе 1 декабря 2019 года.

## История
Урсула фон дер Ляйен была утверждена на должность председателя после долгих и непростых обсуждений Европейским парламентом 16 июля 2019 года, став первой женщиной в истории Европейского союза на этом посту.
Новый состав изначально планировал начать работу 1 ноября 2019 года, но формирование комиссии было отложено из-за отклонения Европейским парламентом кандидатур нескольких европейских комиссаров. После замены отклонённых кандидатур Европарламент утвердил новый состав Еврокомиссии 27 ноября 2019 года (461 голос «за», 157 — «против», 89 воздержавшихся).
Урсула фон дер Ляйен и новый состав комиссии начали работу 1 декабря 2019 года.

## Состав
| Комиссар                                    | Портфель                                                                             | Европейская партия (национальная партия) | Европейская партия (национальная партия)     | Государство | Источники                        |
| ------------------------------------------- | ------------------------------------------------------------------------------------ | ---------------------------------------- | -------------------------------------------- | ----------- | -------------------------------- |
| Урсула фон дер Ляйен                        | Председатель                                                                         |                                          | ЕНП (ХДС)                                    | Германия    | [ 8 ] [ 9 ]                      |
| Франс Тиммерманс (до 22.08.2023)            | Экология (первый заместитель председателя и исполнительный заместитель председателя) |                                          | ПЕС (Партия труда)                           | Нидерланды  | [ 8 ] [ 9 ]                      |
| Марош Шефчович (с 22.08.2023 по 09.10.2023) | Экология (первый заместитель председателя и исполнительный заместитель председателя) |                                          | ПЕС (Курс — социальная демократия)           | Словакия    |                                  |
| Вопке Хукстра (с 09.10.2023)                | Климат                                                                               |                                          | ПЕС (Христианско-демократический призыв)     | Нидерланды  |                                  |
| Маргрете Вестагер                           | Цифровые технологии (исполнительный заместитель председателя)                        |                                          | АЛДЕ (Радикальная Венстре)                   | Дания       | [ 8 ] [ 10 ] [ 11 ] [ 9 ]        |
| Валдис Домбровскис                          | Экономика, которая работает на людей (исполнительный заместитель председателя)       |                                          | ЕНП (Единство)                               | Латвия      | [ 8 ] [ 12 ] [ 9 ]               |
| Жозеп Боррель                               | Иностранные дела и политика безопасности (заместитель председателя)                  |                                          | ПЕС (ИСРП)                                   | Испания     | [ 8 ] [ 13 ] [ 14 ] [ 15 ] [ 9 ] |
| Марош Шефчович                              | Межинституциональные отношения (заместитель председателя)                            |                                          | ПЕС (Курс — социальная демократия)           | Словакия    | [ 8 ] [ 16 ] [ 9 ]               |
| Вера Йоурова                                | Европейские ценности и обеспечение прозрачности (заместитель председателя)           |                                          | АЛДЕ (ANO 2011)                              | Чехия       | [ 17 ] [ 9 ]                     |
| Дубравка Шуица                              | Демократия и демографическая политика (заместитель председателя)                     |                                          | ЕНП (Хорватское демократическое содружество) | Хорватия    | [ 18 ] [ 9 ]                     |
| Маргаритис Схинас                           | Продвижение европейского образа жизни (заместитель председателя)                     |                                          | ЕНП (Новая демократия)                       | Греция      | [ 19 ] [ 20 ] [ 9 ]              |
| Йоханнес Хан                                | Бюджет и администрация                                                               |                                          | ЕНП (АНП)                                    | Австрия     | [ 21 ] [ 22 ] [ 9 ]              |
| Фил Хоган                                   | Торговля                                                                             |                                          | ЕНП (Фине Гэл)                               | Ирландия    | [ 8 ] [ 23 ]                     |
| Мария Габриэль (до 15.05.2023)              | Инновации, исследования, культура, образование и дела молодежи                       |                                          | ЕНП (ГЕРБ)                                   | Болгария    | [ 8 ] [ 24 ] [ 9 ]               |
| Илиана Иванова (с 19.09.2023)               | Инновации, исследования, культура, образование и дела молодежи                       |                                          | ЕНП (ГЕРБ)                                   | Болгария    |                                  |
| Николас Шмит                                | Занятость и социальные права                                                         |                                          | ПЕС (ЛСРП)                                   | Люксембург  | [ 8 ] [ 9 ]                      |
| Паоло Джентилони                            | Экономика                                                                            |                                          | ПЕС (Демократическая партия)                 | Италия      | [ 25 ] [ 9 ]                     |
| Януш Войцеховский                           | Сельское хозяйство                                                                   |                                          | ЕКР (ПиС)                                    | Польша      | [ 26 ] [ 9 ]                     |
| Элиза Феррейра                              | Сплоченность и реформы                                                               |                                          | ПЕС (Социалистическая партия)                | Португалия  | [ 27 ] [ 28 ] [ 9 ]              |
| Оливер Вархели                              | Добрососедство и расширение                                                          |                                          | ЕНП (Фидес)                                  | Венгрия     | [ 8 ] [ 9 ]                      |
| Стелла Кириакидес                           | Здравоохранение                                                                      |                                          | ЕНП (Демократическое объединение)            | Кипр        | [ 8 ] [ 29 ] [ 9 ]               |
| Дидье Рейндерс                              | Юстиция                                                                              |                                          | АЛДЕ (Реформаторское движение)               | Бельгия     | [ 30 ] [ 9 ]                     |
| Адина Валин                                 | Транспорт                                                                            |                                          | ЕНП (Национальная либеральная партия)        | Румыния     | [ 31 ] [ 9 ]                     |
| Хелена Далли                                | Равенство                                                                            |                                          | ПЕС (Лейбористская партия)                   | Мальта      | [ 32 ] [ 9 ]                     |
| Тьерри Бретон                               | Внутренний рынок                                                                     |                                          | Независимые (Независимый кандидат)           | Франция     | [ 33 ] [ 9 ]                     |
| Ильва Юханссон                              | Внутренняя политика                                                                  |                                          | ПЕС (Социал-демократы)                       | Швеция      | [ 34 ] [ 9 ]                     |
| Янез Ленарчич                               | Антикризисное управление                                                             |                                          | АЛДЕ (Независимый кандидат)                  | Словения    | [ 35 ] [ 36 ] [ 9 ]              |
| Ютта Урпилайнен                             | Международное сотрудничество                                                         |                                          | ПЕС (СДП)                                    | Финляндия   | [ 37 ] [ 38 ] [ 9 ]              |
| Кадри Симсон                                | Энергетика                                                                           |                                          | АЛДЕ (Центристская партия Эстонии)           | Эстония     | [ 39 ] [ 40 ] [ 9 ]              |
| Виргиниюс Синкявичюс                        | Окружающая среда и водные ресурсы                                                    |                                          | Независимые (Союз крестьян и зелёных Литвы)  | Литва       | [ 41 ] [ 9 ]                     |

## Критика
После заявления Урсулы фон дер Ляйен о продолжении финансирования Украины в 2023 году экс-президент Франции Николя Саркози заявил в интервью Le Journal du Dimanche, что вопросы внешней политики и поставок вооружений на Украину выходят за рамки мандата Европейской комиссии, которая является прежде всего политической организацией. «Я не понимаю, какой статьей европейских соглашений председатель Еврокомиссии Урсула фон дер Ляйен может обосновать свою компетенцию в вопросах закупок вооружений и внешней политики?» — задался вопросом Саркози. По его мнению, Европа должна быть осторожна, чтобы не спровоцировать военную эскалацию.